# Caldwell County (Missouri)
Das Caldwell County ist ein County im US-amerikanischen Bundesstaat Missouri. Im Jahr 2020 hatte das County 8815 Einwohner und eine Bevölkerungsdichte von 7,9 Einwohnern pro Quadratkilometer. Der Verwaltungssitz (County Seat) ist Kingston, das nach dem Gouverneur Austin A. King benannt wurde.
Das Caldwell County ist Bestandteil der Metropolregion Kansas City.

## Geografie
Das County liegt im Nordwesten von Missouri und hat eine Fläche von 1113 Quadratkilometern, wovon ein Quadratkilometer Wasserfläche ist. An das Caldwell County grenzen folgende Nachbarcountys:
| DeKalb County  | Daviess County | Carroll County    |
| Clinton County |                | Livingston County |
|                | Ray County     |                   |

## Geschichte
Das Caldwell County wurde am 29. Dezember 1836 aus Teilen des Ray County gebildet. Benannt wurde es nach John Caldwell, dem Vizegouverneur des Bundesstaates Kentucky.

## Demografische Daten
Nach der Volkszählung im Jahr 2010 lebten im Caldwell County 9.424 Menschen in 3.852 Haushalten. Die Bevölkerungsdichte betrug 8,5 Einwohner pro Quadratkilometer. In den 3.852 Haushalten lebten statistisch je 2,30 Personen.
Ethnisch betrachtet setzte sich die Bevölkerung zusammen aus 96,5 Prozent Weißen, 0,4 Prozent Afroamerikanern, 0,4 Prozent amerikanischen Ureinwohnern, 0,2 Prozent Asiaten sowie aus anderen ethnischen Gruppen; 1,7 Prozent stammten von zwei oder mehr Ethnien ab. Unabhängig von der ethnischen Zugehörigkeit waren 1,5 Prozent der Bevölkerung spanischer oder lateinamerikanischer Abstammung.
25,5 Prozent der Bevölkerung waren unter 18 Jahre alt, 57,8 Prozent waren zwischen 18 und 64 und 16,7 Prozent waren 65 Jahre oder älter. 49,8 Prozent der Bevölkerung war weiblich.
Das jährliche Durchschnittseinkommen eines Haushalts lag bei 39.335 USD. Das Prokopfeinkommen betrug 18.918 USD. 14,8 Prozent der Einwohner lebten unterhalb der Armutsgrenze.

## Ortschaften im Caldwell County
Citys
| - Braymer - Breckenridge - Cowgill - Hamilton | - Kidder - Kingston - Polo |

Unincorporated Communities
| - Barwick - Black Oak - Bonanza - Kerr | - Mirabile - Nettleton - New York - Rockford |

## Gliederung
Das Caldwell County ist in zwölf Townships eingeteilt:
| Township              | Einwohner (2010) | FIPS     |
| --------------------- | ---------------- | -------- |
| Breckenridge Township | 547              | 29-08146 |
| Davis Township        | 1219             | 29-18370 |
| Fairview Township     | 159              | 29-23464 |
| Gomer Township        | 340              | 29-27784 |
| Grant Township        | 1439             | 29-28396 |
| Hamilton Township     | 2382             | 29-30052 |
| Kidder Township       | 1081             | 29-38540 |
| Kingston Township     | 623              | 29-38864 |
| Lincoln Township      | 419              | 29-42626 |
| Mirabile Township     | 388              | 29-48872 |
| New York Township     | 272              | 29-52400 |
| Rockford Township     | 555              | 29-62624 |